# Guillaume Le Trosne

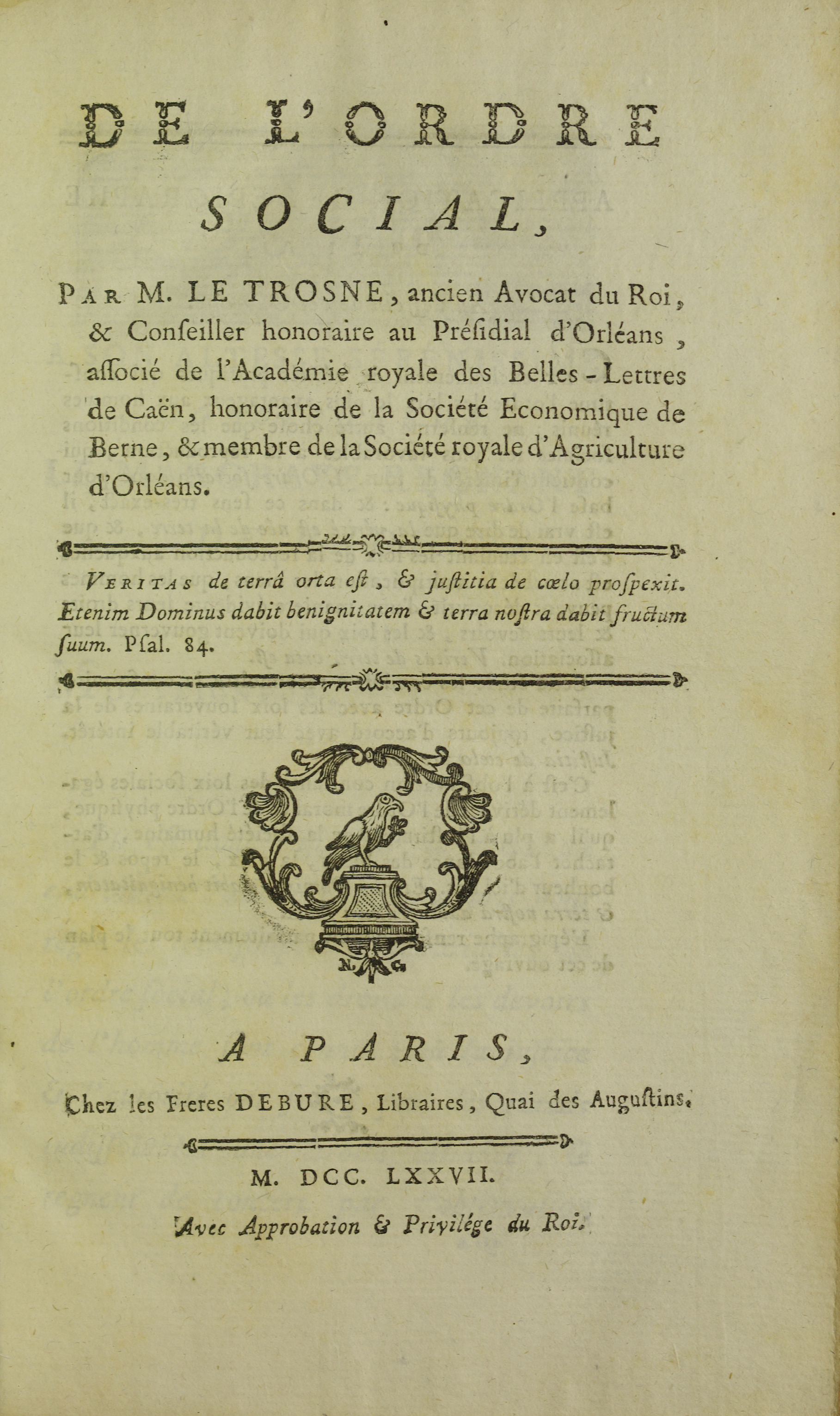
De l'ordre social, 1777

Guillaume François Le Trosne (Orléans, 13 ottobre 1728 – Parigi, 26 maggio 1780) è stato un economista francese, esponente di spicco della dottrina fisiocratica, politicamente di idee assolutiste e antidemocratiche.

## Studi
Nell'opera La liberté du commerce des grains toujours utile et jamais misible (Parigi, 1765) sostenne la necessità dell'introduzione immediata dell'imposta unica. In seguito abbandonò questa idea e ripiegò su un approccio più moderato, che accettava come soluzione temporanea le tasse sulla terra e sui prodotti agricoli.
In De l'intéret social (1777) definisce un ideale economico a tendenza autarchica, e sostiene che gli unici cittadini di uno stato siano i proprietari terrieri. Commercianti, operai, artigiani, industriali eccetera sono assimilabili a stranieri.
In De l'administration provinciale, et de la réforme de l'impôt (1779), prospetta un sistema elettorale piramidale, che comprenda assemblee comunali, distrettuali e provinciali, coronate da un Gran Consiglio nazionale. Possono essere elettori solo i proprietari fondiari, indipendentemente dalle dimensioni della loro proprietà. Le altre classi possono solo esigere la completa immunità delle loro ricchezze e del loro lavoro.
Si tratta di una prefigurazione della distinzione tra cittadini attivi e cittadini passivi elaborata dieci anni dopo da Sieyès.
Altre opere:
Discours sur l'état actuel de la magistrature, avec des notes économiques (1764);
De l'ordre social (1777).

## Opere
- (FR) Guillaume-François Le Trosne, De l'ordre social, A Paris, frères Debure-1780, 1777. URL consultato il 21 giugno 2015.